# Socket 604
Socket 604 – wyposażone w 604 złącza gniazdo dla procesorów Intel Xeon. Specyfikacja podstawki obejmuje zarówno połączenia elektryczne jak rozkład fizyczny. Gniazdo umożliwia stosowanie radiatorów.

## Specyfikacja techniczna
Gniazdo Socket 604 zaprojektowano jako podstawkę typu ZIF (niewymagającą użycia siły przy montażu i demontażu procesora) dla stacji roboczych i serwerów. Mimo istnienia w gnieździe 604 szpilek, ma ono 603 połączenia elektryczne - jedna szpilka nie jest podłączona do zasilania ani sygnału. Każdy styk procesora ma głębokość 1,27 mm, a wszystkie ułożone są w regularny wzór siatkowy.
Procesory współpracujące z podstawką Socket 604 pracują z szyną FSB o częstotliwości 400, 533, 667, 800 lub 1066 MHz i produkowane były w procesie technologicznym 130, 90, 65 lub 45 nm. Układy dla tej podstawki nie współpracują z gniazdem Socket 603 z uwagi na obecność dodatkowej nóżki, lecz procesory z 603 stykami można instalować w gnieździe Socket 604, gdyż dodatkowe złącze nie jest aktywne.
Częstotliwość zegara procesorów przeznaczonych dla gniazda Socket 604 wahała się od 1,60 do 3,80 GHz, przy czym wysokie taktowania spotykano w starszych układach Xeon opartych na architekturze NetBurst.
Z gniazdem Socket 604 współpracowały następujące chipsety dla procesorów Intel Xeon:
- Intel E7500
- Intel E7501
- Intel E7205
- Intel E7320
- Intel E7520
- Intel E7525
- Intel 7300 (dla opartych na architekturze Core układów „Xeon Tigerton”, od 6 września 2007, jak też dla układów „Xeon Dunnigton” opartych na architekturze Core 2 od 16 września 2008)